# Ginástica nos Jogos Olímpicos de Verão de 1988
A ginástica nos Jogos Olímpicos de Verão de 1988 foi realizada na cidade de Seul, Coreia do Sul, com duas disciplinas. A ginástica artística foi disputada entre 18 e 25 de setembro e a ginástica rítmica entre 28 e 30 de setembro, ambas no Olympic Gymnastics Arena.

## Eventos
Ginástica artística
Quatorze conjuntos de medalhas foram concedidas nos seguintes eventos:
- Individual geral masculino
- Equipes masculino
- Solo masculino
- Barra fixa masculino
- Barras paralelas masculino
- Cavalo com alças masculino
- Argolas masculino
- Salto sobre a mesa masculino
- Individual geral feminino
- Equipes feminino
- Trave feminino
- Solo feminino
- Barras assimétricas feminino
- Salto sobre a mesa feminino

Ginástica rítmica
Um conjunto de medalhas foi concedido no seguinte evento:
- Individual geral feminino

## Medalhistas

### Artística
Masculino
| Evento                    | Ouro | Prata                                                                         | Bronze |
| ------------------------- | --- | ----------------------------------------------------------------------------- | --- |
| Equipes detalhes          | Vladimir Artemov Dimitri Bilozertchev Vladimir Gogoladze Sergei Kharkov Valeri Liukin Vladimir Nouvikov URS União Soviética | Guo Linxian Li Chunyang Li Ning Lou Yun Wang Chongsheng Xu Zhiqiang CHN China | Yukio Iketani Hiroyuki Konishi Koichi Mizushima Daisuke Nishikawa Toshiharu Sato Takahiro Yameda JPN Japão |
| Individual geral detalhes | Vladimir Artemov URS União Soviética                                                                                        | Valeri Liukin URS União Soviética                                             | Dimitri Bilozertchev URS União Soviética                                                                   |
| Salto detalhes            | Lou Yun CHN China | Sylvio Kroll GDR Alemanha Oriental                                            | Park Jong-Hoon KOR Coreia do Sul                                                                           |
| Solo detalhes             | Sergei Kharkov URS União Soviética                                                                                          | Vladimir Artemov URS União Soviética                                          | Lou Yun CHN China Yukio Iketani JPN Japão                                                                  |
| Cavalo com alças detalhes | Lyubomir Gueraskov BUL Bulgária Zsolt Borkai HUN Hungria Dimitri Bilozertchev URS União Soviética                           | nenhum                                                                        | nenhum |
| Barras paralelas detalhes | Vladimir Artemov URS União Soviética                                                                                        | Valeri Liukin URS União Soviética                                             | Sven Tippelt GDR Alemanha Oriental                                                                         |
| Argolas detalhes          | Holger Behrendt GDR Alemanha Oriental Dimitri Bilozertchev URS União Soviética                                              | nenhum                                                                        | Sven Tippelt GDR Alemanha Oriental                                                                         |
| Barra fixa detalhes       | Vladimir Artemov URS União Soviética Valeri Liukin URS União Soviética                                                      | nenhum                                                                        | Holger Behrendt GDR Alemanha Oriental                                                                      |

Feminino
| Evento                       | Ouro | Prata                                                                                                  | Bronze |
| ---------------------------- | --- | --- | --- |
| Equipes detalhes             | Svetlana Baitova Svetlana Boginskaya Natalia Laschenova Elena Shevchenko Elena Shushunova Olga Strageva URS União Soviética | Aurelia Dobre Eugenia Golea Celestina Popa Gabriela Potorac Daniela Silivaş Camelia Voinea ROU Romênia | Gabriele Fahnrich Martina Jentsch Dagmar Kersten Ulrike Klotz Betti Schieferdecker Dorte Thummler GDR Alemanha Oriental |
| Individual geral detalhes    | Elena Shushunova URS União Soviética                                                                                        | Daniela Silivaş ROU Romênia                                                                            | Svetlana Boginskaya URS União Soviética                                                                                 |
| Salto detalhes               | Svetlana Boginskaya URS União Soviética                                                                                     | Gabriela Potorac ROU Romênia                                                                           | Daniela Silivaş ROU Romênia                                                                                             |
| Solo detalhes                | Daniela Silivaş ROU Romênia                                                                                                 | Svetlana Boginskaya URS União Soviética                                                                | Diana Doudeva BUL Bulgária                                                                                              |
| Trave detalhes               | Daniela Silivaş ROU Romênia                                                                                                 | Elena Shushunova URS União Soviética                                                                   | Gabriela Potorac ROU Romênia Phoebe Mills USA Estados Unidos                                                            |
| Barras assimétricas detalhes | Daniela Silivaş ROU Romênia                                                                                                 | Dagmar Kersten GDR Alemanha Oriental                                                                   | Elena Shushunova URS União Soviética                                                                                    |

### Rítmica
| Evento                    | Ouro                               | Prata                         | Bronze                                   |
| ------------------------- | ---------------------------------- | ----------------------------- | ---------------------------------------- |
| Individual geral detalhes | Marina Bobatch URS União Soviética | Adriana Dunavska BUL Bulgária | Alexandra Timoshenko URS União Soviética |

## Quadro de medalhas
| Ordem | País                  | Medalha de ouro | Medalha de prata | Medalha de bronze |    |
| ----- | --------------------- | --------------- | ---------------- | ----------------- | -- |
| 1     | URS União Soviética   | 12              | 5                | 4                 | 21 |
| 2     | ROU Romênia           | 3               | 3                | 3                 | 9  |
| 3     | GDR Alemanha Oriental | 1               | 3                | 4                 | 8  |
| 4     | BUL Bulgária          | 1               | 1                | 1                 | 3  |
| 5     | CHN China             | 1               |                  | 1                 | 2  |
| 6     | HUN Hungria           | 1               |                  |                   | 1  |
| 7     | JPN Japão             |                 |                  | 2                 | 2  |
| 8     | KOR Coreia do Sul     |                 |                  | 1                 | 1  |
| 8     | USA Estados Unidos    |                 |                  | 1                 | 1  |
| TOTAL | TOTAL                 | 19              | 12               | 16                | 49 |